# Letecký pilotní odznak
Letecký pilotní odznak nebo jen Pilotní odznak (německy: Flugzeugführerabzeichen), bylo německé vojenské vyznamenání, které bylo udělováno pilotům Luftwaffe, kteří ukončili základní pilotní výcvik a provedli několik bojových vzletů proti nepříteli, a posádkám válečných vzducholodí. Byl zaveden 14. března 1935 výnosem nejvyššího velitele vojenského letectva Luftwaffe a říšského ministra pro letectví Hermanna Göringa. Dalším výnosem z 26. března 1936 vznikl Letecký odznak pro pilota a pozorovatele (Flugzeugführer- und Beobachterabzeichen). Ten se uděloval vojenským pilotům, kteří ukončili výcvik vojenského pozorovatele. Pokud se tak stalo, museli vyměnit svůj Pilotní odznak za Letecký odznak pro pilota a pozorovatele. Tyto znaky se lišilo pouze v tom, že Letecký odznak pro pilota a pozorovatele měl pozlacený dubovo-vavřínový věnec.
Pilotní odznak vyrábělo vícero německých firem z různých materiálů a v různých velikostech. Vyráběn byl ze zinku, barevného kovu nebo stříbra. Odznak se skládá ze dvou snýtovaných částí – ze stříbrného oválného věnce a z letící orlice, která drží v drápech hákový kříž. Šířka odznaku bez orlice činí přibližně 42 mm a výška 53 mm. Rozpětí křídel orlice je 65 mm a velikost hákového kříže se pohybuje mezi 15 až 16 mm. Věnec o rozměrech 8 mm na šířku a 2,5 mm na tloušťku byl tvořen z poloviny z dubových listů a žaludů a z druhé poloviny z vavřínových listů. Ve spodní části, kde se tyto ornamenty prolínají, je věnec ovázán třemi 2 mm širokými stužkami.